# Hệ thống trắc địa thế giới

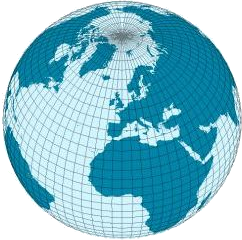

Hệ thống Trắc địa Thế giới, thường viết tắt theo tiếng Anh là WGS (World Geodetic System), là một tiêu chuẩn để sử dụng trong bản đồ học, trắc địa, và đạo hàng vệ tinh bao gồm cả GPS. Tiêu chuẩn này bao gồm định nghĩa về các hằng số cơ bản và dẫn xuất của hệ tọa độ trắc địa, Mô hình trọng lực Trái Đất (bình thường) (EGM, Earth Gravitational Model), mô tả về Mô hình từ tính thế giới liên quan (WMM, World Magnetic Model) và danh sách các biến đổi dữ liệu địa phương hiện thời.
Bản sửa đổi mới nhất là WGS 84 (còn được gọi là WGS 1984, EPSG:4326), là bản được thành lập năm 1984 và được sửa đổi lần cuối vào năm 2004. Các chương trình trước đó bao gồm WGS 72, WGS 66 và WGS 60.
WGS 84 là hệ tọa độ tham chiếu được sử dụng bởi Hệ thống Định vị Toàn cầu (GPS) của Mỹ và Tây Âu.